# Cycloseris cyclolites
Espèce
Synonymes
- Fungia cyclolites Lamarck, 1816 (préféré par UICN)

Cycloseris cyclolites est un animal du genre des coraux durs appartenant à la famille des Fungiidae. Leur squelette est en forme de disque, ovale ou rond, généralement surmonté d'une fente centrale au niveau de la bouche du polype. Celle-ci est entourée de tentacules, qu'il sort la nuit pour attraper la nourriture. Ces coraux ne sont pas attachés au sol marin mais plutôt "posés" dessus. Les multiples crêtes de leur squelette sont tranchantes.

## Description et caractéristiques
Les coraux du genre Cycloseris sont principalement solitaires, certains peuvent atteindre 10 cm de diamètre. Ils prennent la forme d'un disque ovale ou bien rond, surmonté d'une bouche centrale entourée de tentacules. Cette bouche centrale ressemble à une simple fente. Le polype est logé dans une coupe calcaire, le corallite, et ne sort ses tentacules que la nuit, pour se nourrir. Le squelette est formé d'éléments verticaux tranchants dans la paroi du corallite, comme des côtes qui s'unissent à la base du corail. La crête de chaque côte est caractéristique de chaque espèce de Cycloseris. Ces coraux ressemblent à des champignons, d'où le nom de leur genre, mais contrairement aux champignons ils ne sont pas attachés au sol.

## Habitat et répartition
On les trouve dans l'Indo-Pacifique. Ils habitent les pentes inférieures du récif et les zones situées entre les récifs et le sédiment meuble. Ils tolèrent les eaux troubles. 